# Фаллон, Рори
Рори Фаллон (англ. Rory Michael Fallon; 20 марта 1982, Гисборн, Новая Зеландия) — новозеландский футболист, нападающий. Сын Кевина Фаллона, главного тренера сборной Новой Зеландии (1985—1989).

## Биография
Начинал карьеру в Новой Зеландии в команде «Норт-Шор Юнайтед» из пригорода Окленда. В 1999 году уехал в Англию, поступив в футбольную академию клуба, выступающего в первом дивизионе, «Барнсли». Свой первый матч за основной состав Фаллон провёл 16 апреля 2001 года в матче против клуба «Престон Норт Энд» (0:4), отыграв все 90 минут. Тот матч так и остался единственным на счету Фаллона в сезоне. В следующем сезоне с самого начала Фаллон стал попадать в состав «Барнсли», но в 10 проведённых встречах ни разу не поразил ворота соперников. В декабре он был отправлен в аренду на два месяца в клуб двумя рангами ниже — «Шрусбери Таун». Одиннадцать матчей так же прошли для Фаллона безрезультативно. Вернувшись из аренды в феврале, Фаллон на поле в том сезоне больше не появлялся. «Барнсли» по итогам сезона 2001/02 покинул первый дивизион. Следующие два сезона Фаллон провёл гораздо увереннее (42 игры, 11 голов), закрепив за собой место в составе.
В ноябре 2003 игрок перешёл в «Суиндон Таун», где провёл два с половиной сезона. В начале 2005 года Фаллон стал реже попадать в основной состав, в основном выходя на поле на последних минутах, и был отдан в аренду на один месяц в «Йовил Таун».
В январе 2006 года Рори Фаллон за рекордную для клуба сумму 300 тысяч фунтов был приобретён «Суонси Сити». Через год за те же деньги он был продан в «Плимут».
Являясь потомком англичанина и представительницы коренного населения Новой Зеландии, маори, Фаллон в 1998 году принимал участие в составе сборной Новой Зеландии в неофициальном чемпионате мира для юношей не старше 16 лет. Переехав в Англию, он выступал за сборную Англии на юношеском уровне. Несмотря на заинтересованность главного тренера зеландцев Рики Херберта в игроке со дня его прихода на пост в 2005 году, включить Фаллона в состав он долгое время не мог: ранее действовало правило ФИФА, что игроки, имеющие двойное гражданство, должны были до достижения 21 года определиться, за какую сборную на высшем уровне они хотят выступать. 3 июня 2009 года возрастной ценз был снят, и Фаллон, рассудив, что попасть в состав сборной Англии, уже практически невозможно, принял приглашение Херберта. В своём первом же матче в сентябре 2009 против сборной Иордании Фаллон забил гол. В стыковых матчах за право поехать на чемпионат мира 2010 против Бахрейна Фаллон стал главным героем двухматчевого противостояния, проведя единственный гол за 180 минут, головой, после подачи с углового. Благодаря этому голу Новая Зеландия впервые с 1982 года пробилась на чемпионат мира.

## Достижения
- Обладатель Кубка Шотландии: 2013/14